# Bảng chữ cái Latinh của Gaj
Bảng chữ cái Latinh của Gaj (tiếng Serbia-Croatia: abeceda, latinica hoặc gajica) là một dạng của bảng chữ cái Latinh được dùng cho tiếng Bosna, tiếng Croatia, tiếng Serbia và tiếng Montenegro. Nó được tạo ra bởi nhà ngôn ngữ học người Croatia, Ljudevit Gaj, vào năm 1835, dựa trên bảng chữ cái tiếng Séc của Jan Hus. Một phiên bản đơn giản hơn của bảng chữ cái này được sử dụng cho tiếng Slovenia, và một phiên bản mở rộng hơn được sử dụng cho tiếng Montenegro tiêu chuẩn hiện đại. Một phiên bản khác được dùng để Latinh hóa tiếng Macedonia. Pavao Ritter Vitezović đã đề xuất một ý tưởng dành cho tiếng Croatia: mỗi âm tiết chỉ được thể hiện bằng một chữ. Bảng chữ cái của Gaj hiện đang được sử dụng ở Bosna và Hercegovina, Croatia, Montenegro và Serbia.

## Ký tự

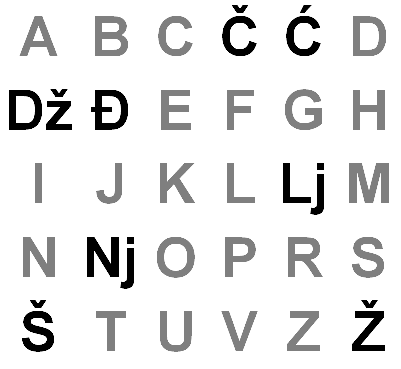
Bảng chữ cái của Gaj bỏ 4 chữ (q,w,x,y) so với bảng chữ cái Latinh cơ bản của ISO.

Bảng chữ cái này bao gồm 30 chữ có kiểu in hoa và in thường:
| Chữ in hoa     |     |      |      |      |     |      |      |     |     |     |     |     |     |     |     |     |     |     |     |     |     |     |     |     |     |     |     |     |     |
| A              | B   | C    | Č    | Ć    | D   | Dž   | Đ    | E   | F   | G   | H   | I   | J   | K   | L   | Lj  | M   | N   | Nj  | O   | P   | R   | S   | Š   | T   | U   | V   | Z   | Ž   |
| Chữ in thường  |     |      |      |      |     |      |      |     |     |     |     |     |     |     |     |     |     |     |     |     |     |     |     |     |     |     |     |     |     |
| a              | b   | c    | č    | ć    | d   | dž   | đ    | e   | f   | g   | h   | i   | j   | k   | l   | lj  | m   | n   | nj  | o   | p   | r   | s   | š   | t   | u   | v   | z   | ž   |
| Phiên âm (IPA) |     |      |      |      |     |      |      |     |     |     |     |     |     |     |     |     |     |     |     |     |     |     |     |     |     |     |     |     |     |
| /a/            | /b/ | /ts/ | /tʃ/ | /tɕ/ | /d/ | /dʒ/ | /dʑ/ | /e/ | /f/ | /ɡ/ | /x/ | /i/ | /j/ | /k/ | /l/ | /ʎ/ | /m/ | /n/ | /ɲ/ | /o/ | /p/ | /r/ | /s/ | /ʃ/ | /t/ | /u/ | /v/ | /z/ | /ʒ/ |

Ban đầu, bảng chữ cái này có chữ ghép ⟨dj⟩, về sau được nhà ngôn ngữ học người Serbia Đuro Daničić thay bằng chữ ⟨đ⟩.
Các chữ cái này không có tên, và các phụ âm thường được đọc như trên nếu cần đánh vần (hoặc thêm schwa đằng sau nó, chẳng hạn như /fə/). Khi cần có sự rõ ràng, chúng sẽ được đọc giống như trong bảng chữ cái tiếng Đức: a, be, ce, če, će, de, dže, đe, e, ef, ge, ha, i, je, ka, el, elj, em, en, enj, o, pe, er, es, eš, te, u, ve, ze, že. Những quy tắc phát âm của từng chữ cái này phổ biến đến mức 22 chữ cái khớp với bảng chữ cái Latinh cơ bản của ISO. Việc sử dụng các chữ cái khác bị giới hạn trong bối cảnh ngôn ngữ học; còn trong toán học, ⟨j⟩ thường được đọc là jot, giống như trong tiếng Đức. Bốn chữ bị thiếu được đọc như sau: ⟨q⟩ là ku hoặc kju, ⟨w⟩ là dublve hoặc duplo ve, ⟨x⟩ là iks, ⟨y⟩ là ipsilon.

## Chữ ghép
Cần lưu ý rằng các chữ ghép dž, lj, and nj được coi là các chữ đơn:
- Trong các từ điển, njegov theo sau novine, mục ⟨nj⟩ theo sau mục <n>; bolje là từ ngay sau bolnica; tương tự với các ví dụ khác.

- Khi viết dọc (chẳng hạn như trên biển báo), ⟨dž⟩, ⟨lj⟩, ⟨nj⟩ được viết ngang như chữ đơn. Ví dụ: Nếu từ mjenjačnica ('hối đoái') được viết dọc, ⟨nj⟩ sẽ được viết ở dòng thứ tư (lưu ý rằng ⟨m⟩ và ⟨j⟩ không đi cùng với nhau mà đứng độc lập ở hai hàng đầu, vì ⟨mj⟩ gồm hai ký tự). Trong trò chơi ô ch, ⟨dž⟩, ⟨lj⟩, ⟨nj⟩ đều chiếm một ô vuông.
- Nếu từ được viết với khoảng cách giữa các chữ, mỗi chữ ghép sẽ được viết như một đơn vị. Ví dụ: M J E NJ A Č N I C A.
- Chữ ghép đứng đầu một từ sẽ chỉ được viết hoa chữ đầu tiên nếu từ không được viết hoa hoàn toàn: Njemačka ('Đức'), không phải NJemačka. Dạng viết hoa chỉ được sử dụng khi toàn bộ từ được viết hoa: NJEMAČKA.

## Nguồn gốc

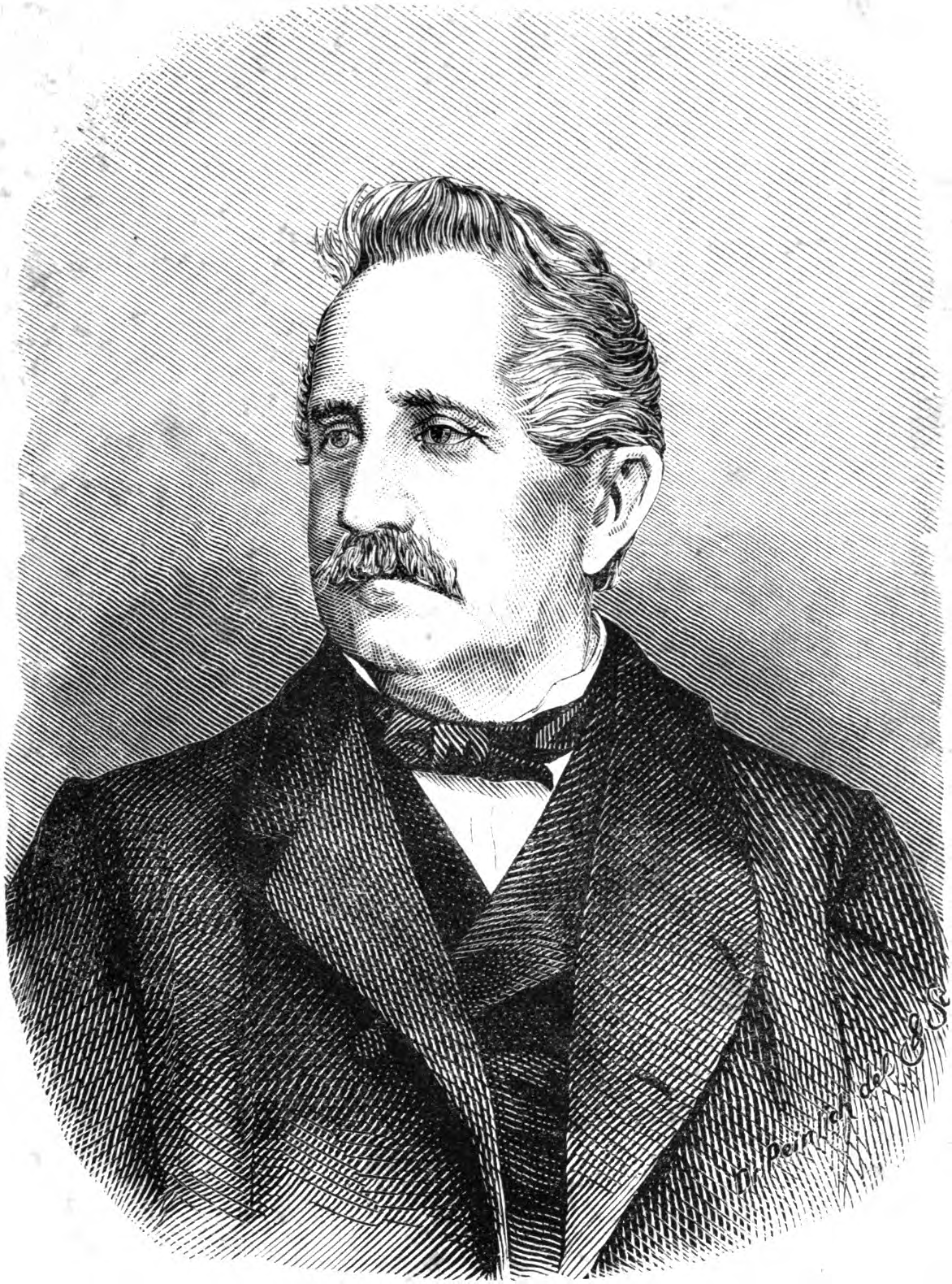
Nhà ngôn ngữ học người Croatia Ljudevit Gaj